# Галкин, Илья Саввич (историк)
Илья́ Са́ввич Га́лкин (20 июля (1 августа) 1898, д. Панасюки, Пружанский уезд, Гродненская губерния — 7 апреля 1990, Москва) — советский историк и общественный деятель. Ректор МГУ (1943—1948). Один из инициаторов создания Всесоюзного общества по распространению научных и политических знаний.

## Биография
Родился в семье крестьянина Саввы Галки. Вместе с семьёй перебрался в годы Первой мировой войны во Владимирскую губернию, где получил начальное образование в Коврове. Дальше учился в техническом училище при Московской железной дороге. После окончания училища работал формовщиком литейного цеха железнодорожных мастерских.
В 1917 году мобилизован в армию и направлен в Киевскую школу прапорщиков. В 1918 году поступил в Иваново-Вознесенский политехнический институт, проучившись три месяца в котором, вступил в ряды Красной армии и попал на Восточный фронт, где участвовал в разгроме войск Колчака. Был ранен.
В 1921 году демобилизован по состоянию здоровья, осложнённого заболеванием. После выздоровления работал в Аткарском уезде Саратовской губернии учителем, директором школы, руководителем группы колонии для беспризорников. В 1924 году был делегатом Всесоюзного съезда учителей.
Член ВКП(б) с 1927 года.
Проучившись два года на заочном отделении Саратовского университета, в 1930 году был направлен на учёбу в Московский государственный университет на этнологический факультет. Под руководством академика Н. М. Лукина занимался изучением истории Нового и новейшего времени. В 1932 году И. С. Галкин окончил историко-философский (до января 1931 года — этнологический) факультет.
В 1935 году окончил аспирантуру, защитив кандидатскую диссертацию «Германская социал-демократия против демократизации избирательного права в Пруссии» (1936), и приступил к педагогической работе в Московском институте философии, литературы и истории имени Н. Г. Чернышевского. Он прошёл путь от преподавателя МИФЛИ до профессора этого учебного заведения. Заведующий историческим отделением, декан исторического отделения (1936—1938), проректор (1937—1941), и. о. ректора (1941) МИФЛИ.
С декабря 1941 года после вхождения МИФЛИ в состав исторического факультета Московского университета, был назначен проректором университета по учебной части, заместителем ректора, уполномоченным Народного комиссариата просвещения РСФСР по эвакуации университета в Туркменскую ССР, Свердловск, а также его возвращению в Москву. В 1943 году И. С. Галкин был избран ректором МГУ имени М. В. Ломоносова. К концу года в университете на разных факультетах открылись новые кафедры:
| Факультет         | Кафедры                                                                  |
| ----------------- | ------------------------------------------------------------------------ |
| физический        | низких температур, физики моря, акустики, электронных и ионных процессов |
| геолого-почвенный | химии почв, мелиорации и агрохимии почв, исторической геологии           |
| географический    | гидрологии и гидрографии                                                 |
| философский       | истории западной и русской философии                                     |

В 1944 году была открыта после ремонта университетская библиотека имени М.Горького, проведены первые Ломоносовские чтения и первые присуждения Ломоносовских премий, состоялось открытие отделения истории стран Востока на историческом факультете университета. В марте 1945 года было воссоздано Научное студенческое общество, были сформированы Восточно-Сибирская, Центрально-Чернозёмная и Прикаспийская экспедиции. В 1946 году при участии МГУ были сформированы Крымская учебно-научная база геолого-почвенного факультета, НИИ ядерной физики, физико-технический факультет. В сентябре того же года был утверждён пятилетний план развития Московского университета, предусматривавший разработку больших достижений в различных областях науки. В ноябре 1946 года руководство университета приняло решение о возврате к 5-летнему обучению на факультетах вуза. В 1947 году прошли предварительные мероприятия в связи с последующим сооружением университетского комплекса высотных зданий на Ленинских (Воробьёвых) Горах.
За 1943—1947 годы в структуре Московского университета были выделены факультет международных отношений МГУ и физико-технический факультет МГУ, впоследствии преобразованные в самостоятельные вузы — МГИМО и МФТИ.
После завершения работы на посту ректора МГУ Галкин долгое время работал на кафедре новой и новейшей истории исторического факультета, должность заведующего которой занимал в 1953—1980 годах.
В 1956 году защитил диссертацию на соискание учёной степени доктора исторических наук по теме «Политика европейских держав в связи с освободительным движением народов Турции в 1908—1912 гг.»
В 1953—1958 годах совмещал педагогическую деятельность на кафедре с административной на посту проректора университета, в 1950—1956 годах заведовал также кафедрой всеобщей истории АОН при ЦК КПСС.
Автор многочисленных работ по всеобщей истории, истории международных отношений, историографии.
Скончался в Москве 7 апреля 1990 года. Похоронен в Москве на Востряковском кладбище.

### Личная жизнь
Был женат на Евдокии Федорук (1898—1965), лингвисте, профессоре филологического факультета МГУ.
Дочь Татьяна Галкина (1935—2013) — доктор физико-математическиx наук, профессор. Внучка Марина Владимировна Галкина (род. 1951) — юрист, профессор кафедры административного права и процесса Университета имени О. Е. Кутафина (МГЮА). Внук Илья Владимирович Галкин (род. 1957) — историк, банкир, бизнесмен. Внучка Дарья Викторовна Багаева (род. 1971) — филолог по образованию, проживает в США.
Правнучка Евгения Фролова, жена Дмитрия Мезенцева.

## Награды и звания
- 1944 — орден Ленина (04.11.1944) за выдающиеся заслуги в деле подготовки специалистов для народного хозяйства и культурного строительства;
- 1968 — лауреат Ломоносовской премии МГУ как руководитель авторского коллектива 2-томной монографии «Историография новой и новейшей истории стран Европы и Америки» (т. 1, 1967; т. 2, 1968);
- 1969 — почётный доктор Сегедского университета;
- 1973 — заслуженный деятель науки РСФСР.

## Основные работы

### Книги
- «Австро-Венгрия (1867—1914)»: Стенограмма лекции, прочитанной в Высшей партийной школе при ЦК ВКП(б) в 1940—1941 учебном году. — М., 1940.
- «Буржуазные революции на Востоке в начале XX в»: Стенограмма лекций, прочитанных в Высшей партийной школе при ЦК ВКП(б) в 1940—1941 учебном году. — М., 1940.
- «В. И. Ленин и развитие советской историографии новой и новейшей истории стран Европы и Америки». — М., 1977.
- «Второй Интернационал в период 1889—1914 гг»: Стенограмма лекции, прочитанной в Высшей партийной школе при ЦК ВКП(б) в 1940—1941 учебном году. — М., 1941.
- «Германия в 1870—1914 гг»: Стенограмма лекций, прочитанных в Высшей партийной школе при ЦК ВКП(б) в 1940—1941 учебном году. — М., 1940.
- «Дипломатия европейских держав в связи с освободительным движением народов Европейской Турции в 1905—1912 гг». — М., 1960.
- «Записки ректора МГУ. Воспоминания». — М., 2004.
- «Испания (1868—1914)». — М., 1939.
- «Италия в 1870—1914 гг»: Стенограмма лекции, прочитанной в Высшей партийной школе при ЦК ВКП(б) в 1940—1941 учебном году. — М., 1940.
- «В. И. Ленин и развитие советской историографии новой и новейшей истории стран Европы и Америки». — М., 1977.
- «Н. М. Лукин — революционер, учёный». — М., 1984.
- «Новая история (1870—1918)»: Учебник для 9-го класса средней школы. — М., 1945.
- «Создание Германской империи (1815—1871)». — М., 1986.
- «Историография новой и новейшей истории стран Европы и Америки» / под ред. И. С. Галкина. — М., 1977.
- «Новая история (1871—1917)»: Учебник для студентов педагогических институтов по историческим специальностям / И. С. Галкин, Н. А. Ерофеев, А. Л. Ефимова и др. — М., 1984.

### Статьи
- «Борьба В. И. Ленина против центризма в годы первой мировой войны // Первая мировая война (1914—1918)». — М., 1968.
- «Борьба К. Маркса и Ф. Энгельса в I Интернационале против анархистского сектантства и реформизма (к столетию со дня основания I Интернационала)» // Вестник МГУ: Серия «История». — 1964. — № 5.
- «Великая Октябрьская социалистическая революция и борьба идей в исторической науке на современном этапе» // Вестник МГУ. Серия «История». — 1977. — № 5.
- «В. И. Ленин о демократии и диктатуре пролетариата» // Вестник МГУ: Серия «История». — 1970. — № 2.
- «В. И. Ленин о единстве рабочего класса» // Вестник МГУ: Серия «Исторические науки». — 1960. — № 2.
- «Задача исследовательской работы в области новой и новейшей истории зарубежных стран в свете Постановления ЦК КПСС „О мерах по дальнейшему развитию общественных наук и повышению их роли в коммунистическом строительстве“» // Вестник МГУ: Серия «История». — 1968. — № 2.
- «Исследования новой и новейшей истории в МГУ за 50 лет после Великой Октябрьской социалистической революции» // Вестник МГУ: Серия «История». — 1967. — № 2.
- «К. Маркс и современность» // Вестник МГУ: Серия «История». — 1968. — № 3.
- «Ленинизм — основа успехов мирового коммунистического движения» // Вестник МГУ: Серия «История». — 1961. — № 6.
- «Навстречу общеобразовательной и политехнической школе» // Вестник МГУ: Серия «История» — 1984. — № 3.
- «Новейшая история стран Европы и Америки в советской историографии» // Новая и новейшая история. 1975. № 6.
- «Образование Балканского союза 1912 г. и политика европейских держав» // Вестник МГУ: Серия «Общественные науки». — 1956. — № 1.
- «Революционер, учёный, наставник молодёжи (к 100-летию со дня рождения Н. М. Лукина)» // Вестник МГУ: Серия «История». — 1985. — № 4.
- «Революционная борьба китайского народа в конце XIX — начале XX века» // Преподавание истории в школе. — 1955. — № 1.
- «Состояние и задачи исследовательской работы в высшей школе в области новой и новейшей истории» // Вестник МГУ: Серия «История». — 1969. — № 4.